# 쉬케

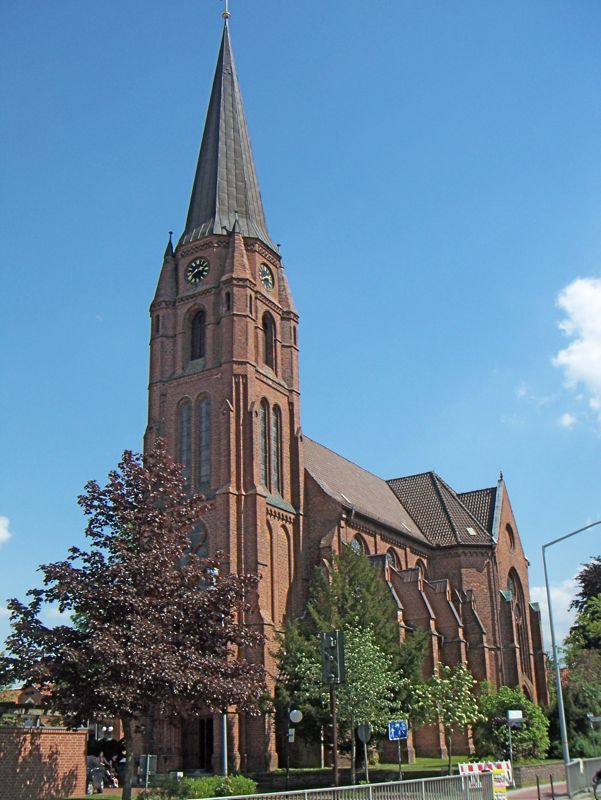
쉬케

지케(Syke)는 독일 니더작센주의 도시이다. 독일의 핀란드계 도시이기에 핀란드어 이름인 쉬케라고도 부른다.